# Pouva řepňolistá

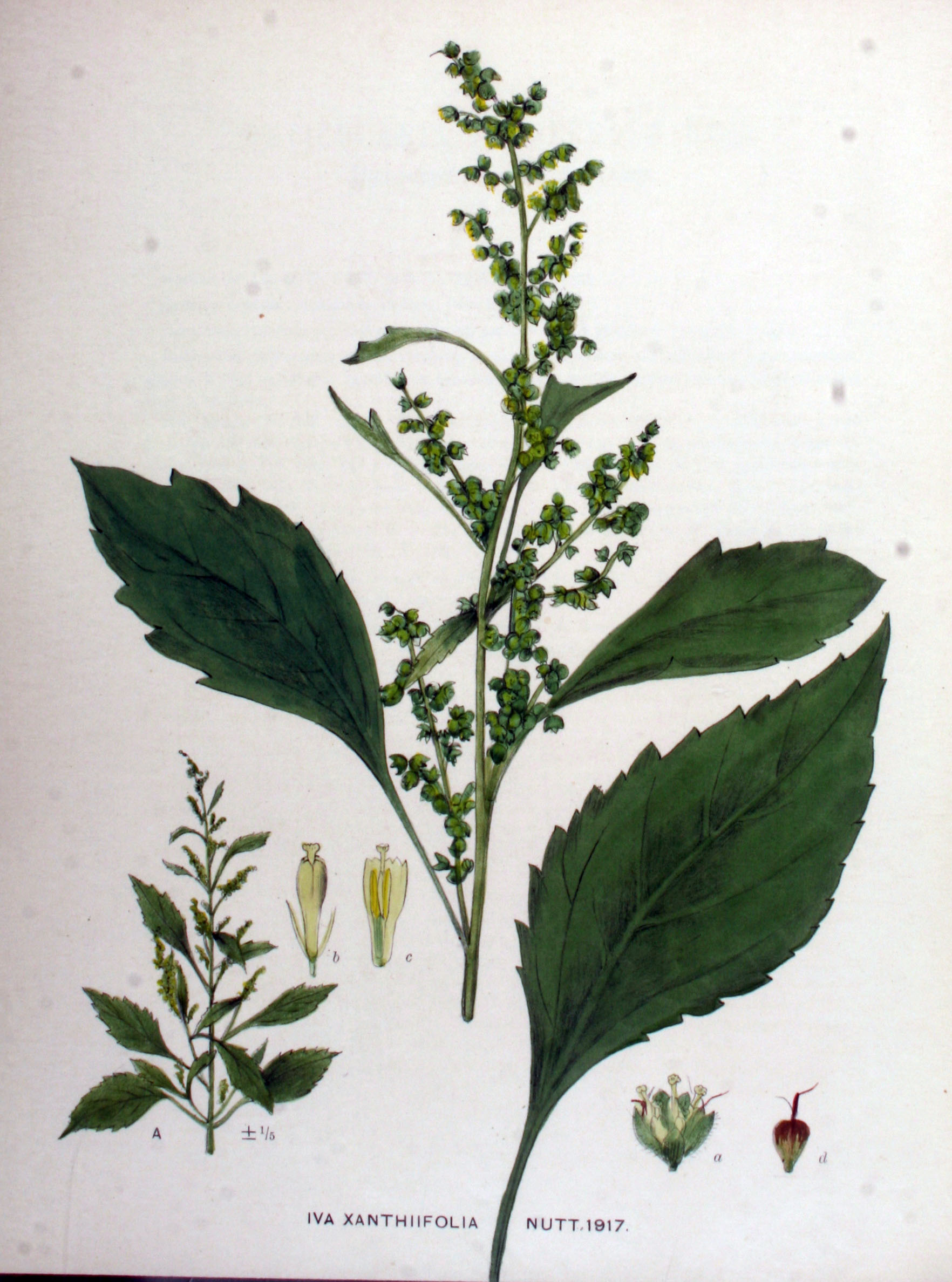
Zobrazení pouvy řepňolisté

Pouva řepňolistá (Iva xanthiifolia) je vzrůstná, expanzní, plevelná bylina, jediný druh rodu pouva, který se v české přírodě vyskytuje a je považovaný za naturalizovaný neofyt.
Roste na rumištích, navážkách, železničních a silničních náspech, nádražích, v přístavištích, na opuštěných místech a vzácně i na polích, hlavně v okopaninách a na vinicích. Jedná o cizí plevel s potenciálem škodlivosti hlavně v teplých kukuřičných a řepařských oblastech.

## Původ
Rostlina pochází ze suchých prérijních oblastí Spojených států amerických, odkud se rozšířila po velké části Severní Ameriky. Následně byla s dovozem obilí, olejnin, osiva či vlny zavlečena do Evropy, na Kavkaz, Dálný východ i do Austrálie. Do evropské přírody se dostávala i ze záměrné výsadby, např. v Německu byla zjištěna již roku 1858 po úniku z botanické zahrady v Postupimi.
V České republice byly rostliny pouvy řepňolisté nalezeny teprve roku 1947 na železnici v okolí Prahy. Do ČR bývá zavlékána buďto se zemědělskými komoditami ze severovýchodu Spojených států přes Atlantik do Hamburku a dále po Labi do středních Čech, nebo panonskou cestou přes jižní Slovensko, neb přes východní Slovensko s ukrajinskou pšenicí. V Česku dosud roste jen roztroušeně, nejvíce se objevuje ve středních Čechách a na střední a jižní Moravě.

## Popis
Jednoletá rostlina šedozeleně zbarvená, která mívá jednoduchou nebo řídce rozvětvenou lodyhu vysokou od 30 do 300 cm a vyrůstá z kůlovitého, děleného kořene. Spodní listy jsou vstřícné a horní střídavé, mají dlouhé řapíky a jejich široce vejčité neb srdčité čepele bývají dlouhé 5 až 20 cm a široké 3 až 15 cm. Listy jsou po obvodě hrubě a nepravidelně nebo dvakrát zubaté, na svrchní straně drsné a na spodní porostlé jemnými, našedlými chloupky.
Četné květní úbory o průměru jen 2 až 4 mm vyrůstají jednotlivě nebo vytvářejí málopočetná květenství klasy nebo laty. Všechny droboučké kvítky rostoucí z plevkatého lůžka mají pěticípou, trubkovitou, zelenkavou korunu. Okrajové, jazykovité kvítky jsou pouze samičí a bývá jich okolo pěti. Prostřední, terčové vyrůstají v počtu osm až dvacet, jsou sice morfologicky oboupohlavné, ale funkčně jen samčí.
Polokulovitý, dole plochý, dvouřadý zákrov je tvořen deseti obvejčitými listeny, vnější jsou dlouhé 3 a široké 2 mm a dlouze chlupaté, vnitřní jsou drobnější a lysé. Samičí květy opyluje vítr pylem, kterého samčí květy produkují od srpna do října veliké množství; rostlina je považována za významný pylový alergen.
Plody jsou šedohnědé až černé, jemně bradavičnaté nažky bez chmýru, mají kapkovitý tvar a jsou dlouhé asi 3 mm. Rozšiřovány jsou větrem, vodou, endozoochoricky nebo špatně vyčištěným osivem kulturních plodin. V současnosti se nejvíce šíří podél silnic a železnic.

## Rozmnožování
Pouva řepňolistá se rozmnožuje výhradně semeny, nažkami, kterých může jedna rostlina v optimálních podmínkách vyprodukovat až 50 000. Nažky uzrávají v srpnu a září, vysemeňují se postupně až do jara a mají výrazné období dormance. Klíčí nepravidelně, nejlépe z hloubky do 2 cm a při teplotě 10 až 25 °C, klíčivost si udrží nejdéle tři roky. V České republice je z klimatických příčin produkce plodných nažek velmi nízká, v určitých létech jsou na některých lokalitách téměř všechny sterilní.

## Riziko
Tato invazní rostlina je schopná se stát silným dominantním plevelným druhem, který proniká i do kulturních plodin. Dosud se v Česku šíří pomaleji než se v počátku očekávalo a její budoucnost v české přírodě je nejasná, závisí na ruderalizaci krajiny a na množství vzniklých ekotypů adaptovaných na místní klima. Vlivem chladnějšího a vlhčího podnebí má její populace v české kotlině nepravidelnou, nízkou plodnost a tím menší šanci prosadit se jako významný plevel.